# Григор Бедрос XX
Григор Бедрос XX, Григорий Пётр XX, в миру — Григор Габроян (арм. Գրիգոր Պետրոս Ի Գապրոյան; 15 ноября 1934, Алеппо — 25 мая 2021, Бейрут) — Патриарх Армянской католической церкви. Официальный титул — Его Блаженство Католикос — Патриарх Киликии.

## Биография
Родился в сирийском городе Алеппо.
Учился в семинарии в Ливане и Папском Григорианском университете в Риме. После успешного окончания Университета вернулся в Ливан, где был рукоположен во священники 28 марта 1959 года. Был директором школы, ректором малой семинарии и секретарем исполнительного совета монастыря в Бзоммаре.
В 1977 году был назначен главой экзархата Армянской католической церкви во Франции. 13 февраля 1977 года хиротонисан во епископы, хиротонию возглавлял тогдашний глава Церкви Патриарх Хемаяг Бедрос XVII. Епископ Габроян стал титулярным епископом Амида-дельи-Армени.
30 июня 1986 года римский папа Иоанн Павел II издал буллу In Petro Apostolorum, которой преобразовал Апостольский экзархат Франции в епархию Святого Креста в Париже. Возглавлявший экзархат епископ Габроян стал первым епископом епархии.
В феврале 2013 года подал в отставку с поста епископа. После смерти патриарха Нерсеса Бедроса XIX 25 июня 2015 года, исполнял обязанности администратора патриархата армян-католиков.
С 14 по 25 июля 2015 года проходил Священный Синод Армянской католической церкви, на котором Григор Габроян был избран новым Патриархом. После избрания Патриарх взял себе имя Григор Бедрос XX. 25 июля Папа Франциск в соответствии с кодексом канонического права восточных церквей предоставил церковное общение, запрошенное у него армянским патриархом Киликии.
Интронизация Григора Бедроса ХХ состоялась 9 августа 2015 года в Бейруте.
Умер 25 мая 2021 года в Бейруте.